# Prospect Hummer
Prospect Hummer är en EP-skiva av den amerikanska musikgruppen Animal Collective. Den utgavs på FatCat Records 24 maj 2005 och är även gruppens första EP-skiva. Vashti Bunyan sjunger på alla låtar förutom "Baleen Sample". Bunyans medverkan på skivan ledde till att hon släppte Lookaftering på FatCat Records, 35 år efter hennes debutalbum.

## Inspelning och bakgrund
"Min dotter säger att hon kan höra mig le på titelspåret [...] och det gjorde jag. Jag älskade att ha friheten att sjunga som jag ville. Jag försökte fortfarande hitta min röst efter att ha gömt den under så många år."
David Portner (Avey Tare) och Noah Lennox (Panda Bear) skrev EP-skivans låtar samtidigt som de skrev låtarna till Sung Tongs. Gruppen träffade Vashti Bunyan på en Europaturné under 2004 där de bestämde sig för att spela in skivan tillsammans med henne. Portner, Lennox och Josh Dibb (Deakin) deltog vid inspelningarna med Bunyan. Brian Weitz (Geologist) medverkade inte på turnén och inspleningarna överhuvudtaget, men deltog vid inspelningarna av "Baleen Sample" som spelades in separat.
Prospect Hummer spelades in under tre dagar; en låt för varje dag. Bunyan trodde först att hon skulle sjunga bakgrundssång, men det stod snart klart att hon skulle sjunga solosång med Lennox och Portner som bakgrundssångare. Hon har beskrivit inspelningarna som "en fantastisk upplevelse" och beskrev medlemmarna i gruppen som uppmuntrande och vänliga.

## Mottagande
Musikkritiker var delade vid utgivningen av Prospect Hummer. Mark Richardson från Pitchfork skrev att skivan var ett "inspirerande möte" och gav det 8.4 av 10 i betyg. John Bush för Allmusic skrev att skivan "härligt blandar likheterna mellan Bunyan i slutet av 60-talet och Animal Collective nästan 40 år senare" och gav skivan 3 av 5 i betyg. PopMatters skribent Richard T. Williams var "besviken" och gav albumet 5 av 10 i betyg.

## Låtlista
| Nr           | Titel                           | Längd |
| ------------ | ------------------------------- | ----- |
| 1.           | It's You                        | 3:39  |
| 2.           | Prospect Hummer                 | 4:40  |
| 3.           | Baleen Sample                   | 5:05  |
| 4.           | I Remember Learning How to Dive | 2:17  |
| Total längd: | Total längd:                    | 15:41 |

## Medverkande
Animal Collective
- David Portner (spår 1, 2, 3 och 4)
- Noah Lennox (spår 1, 2 och 4)
- Josh Dibb (spår 1, 2, 3 och 4)
- Brian Weitz (spår 3)

Kompletterande musiker
- Vashti Bunyan – sång (spår 1, 2 och 4)